# Tanwé-Hessou
Tanwé-Hessou est l'un des onze arrondissements de la commune de Zogbodomey dans le département du Zou au centre du Bénin.

## Géographie

### Localisation
Tanwé-Hessou est situé à l'Ouest de la commune de Zogbodomey.

### Administration
Sur les quatre-vingts villages et quartiers de ville que compte la commune de Zogbodomey, l'arrondissement de Tanwé-Hessou en groupe 07 villages.

## Histoire
L'arrondissement de Tanwé-Hessou est une subdivision administrative béninoise. Dans le cadre de la décentralisation au Bénin, il devient officiellement un arrondissement de la commune de Zogbodomey, le 27 mai 2013, après la délibération et adoption par l'Assemblée nationale du Bénin. Ceci se déroule lors de la séance du 15 février 2013 de la loi N° 2013-O5 du 15/02/2013 portant création, organisation, attributions et fonctionnement des unités administratives locales en République du Bénin,.

## Démographie
Selon le recensement de la population de 2013 conduit par l'Institut national de la statistique et de l'analyse économique (INSAE), Tanwé-Hessou compte 2036 ménages avec 9 940 habitants.
| Indicateur           | 2013 |
| -------------------- | ---- |
| Nombre de ménages    | 2036 |
| Population masculine | 5107 |
| Population féminine  | 4833 |
| Population totale    | 9940 |